# Josep Maria Razquin i Jené
Josep Maria Razquin i Jené (Cervera, la Segarra, 14 de juny del 1929 – Saragossa, 22 de març del 1995) fou un polític i erudit català, fill de l'historiador Ferran Razquin i Fabregat.
És llicenciat en Dret i en Filosofia i Lletres per la Universitat de Saragossa. Exercí d'advocat a Cervera, on seria alcalde. Fou president de la Diputació de Lleida entre 1968 i 1974, càrrec des del que, entre altres coses contribuí al restabliment dels estudis universitaris a Lleida. Promogué també, amb Ronald Reagan -aleshores governador de Califòrnia- una campanya internacional de reivindicació de la figura de Gaspar de Portolà. Home pragmàtic, amb l'adveniment de la democràcia no volgué reciclar-se políticament perquè entenia que, tot i que el seu franquisme havia estat purament conjuntural, havia fet una aposta que en la nova situació no acabava d'encaixar. Aleshores li foren encarregades missions delicades a Varsòvia, on temptejà l'actitud d'alguns exiliats de pes, com el general Enrique Líster, amb el que acabà fent una certa amistat. Va ser fins a la seva jubilació sots-director de la Biblioteca de Catalunya, a Barcelona, on va aportar concòrdia i un alt nivell de relacions públiques. Com estudiós tenia un perfil d'il·lustrat conservador i es va centrar en temes i figures de la Segarra. Va ser un expert en història de les campanes. Exercí la docència a diversos centres oficials i fou un agut conferenciant.
De la seva obra sobresurten els llibres Universidad de Cervera (1976) i l'ampli diccionari pòstum Gent de la Segarra (1998), editat per la seva gran amiga Carmen Balcells, a part de diversos articles especialitzats. Publicà també, amb Montserrat Niubó i Rosa E. Biosca, el catàleg de la XXIV Exposició Bibliogràfica Cerverina (Institut d'Estudis Ilerdencs, Lleida 1973). El 1987 fou elegit membre corresponent de la Reial Acadèmia Catalana de Belles Arts de Sant Jordi, de Barcelona.